# کارولینا کاستنر
کارولینا کاستنر (انگلیسی: Carolina Kostner؛ زادهٔ ۸ فوریهٔ ۱۹۸۷) اسکیت‌باز نمایشی اهل ایتالیا است.